# Kahlberg (Odenwald)
Der Kahlberg ist ein 520,6 m ü. NHN hoher bewaldeter Berg im Odenwald bei Weschnitz im hessischen Landkreis Bergstraße.

## Geographische Lage
Der Kahlberg liegt im Geo-Naturpark Bergstraße-Odenwald in der Gemarkung Fürther Centwald im Norden der Kerngemeinde Fürth. Die nächstgelegenen Ortschaften sind Weschnitz im Westen, Erzbach im Norden, Hiltersklingen im Südosten, Gras-Ellenbach im Süden und Hammelbach im Südwesten.
Der Kahlberg ist ein Eckpfeiler des Buntsandstein-Odenwalds an der Grenze zu dem nordwestlich anschließenden Vorderen Odenwald. Die Gipfelregion bildet einen knapp ein Kilometer langen Rücken, der annähernd die Form eines viertelgewendelten Bogens mit nach Südosten gerichteter Rundung aufweist und neben dem Hauptgipfel (520,6 m) im Nordteil 750 Meter weiter südlich noch über einen fast gleich hohen Nebengipfel (520 m ü. NHN) verfügt. Dieser Südgipfel bildet den zentralen Wasserscheidepunkt im Odenwald. Hier treffen sich die Wassereinzugsgebiete von Main, Neckar und Oberrhein. Der Westhang des Gipfelrückens entwässert zur Weschnitz, der Osthang zur Mümling, das Südende zum Ulfenbach, und der Nordhang des Hauptgipfels überragt von Süden den Talschluss des Osterbachs, der hier als rechter Quellfluss der Gersprenz entspringt.

## Windpark
Auf dem Kahlberg befindet sich ein Windpark mit fünf Windkraftanlagen vom Typ Nordex N131, die von der EnBW im Juni 2018 in Betrieb genommen wurden.

## Verkehr und Wandern
Entlang der Nordflanke des Kahlbergs steigt die als Siegfriedstraße bekannte Bundesstraße 460 nach Osten zur Wegscheide, dem Übergang ins Mümlingtal, an.
Der Nibelungensteig, ein Qualitätswanderweg des Odenwaldklubs, verläuft auf seiner 2. Etappe von Lindenfels kommend durch Weschnitz, dann hinauf zur Walburgiskapelle auf dem Kapellenberg und von dort über den Kahlberg nach Grasellenbach.

## Grenzsteine
Am Übergang des Kapellenbergs zum Kahlberg steht der Kahlbergstein, ein historischer Grenzstein, der an die Grenzziehung der früheren Mark Heppenheim durch Karl den Großen im Jahr 795 erinnert. Andauernde Streitigkeiten um die Neckargrenze zwischen Lorsch und Worms führten zu einem Treffen auf dem Welinehouc (Wahlenhügel – einer alten Versammlungs- und Gerichtsstätte, später zum Kahlberg umbenannt) bei der Walburgiskapelle dreier Gaugrafen zur gemeinsamen Gerichtsverhandlung. Die Leitung im Dienste des Königs hatte Graf Warin (Werner) von Heppenheim, Teilnehmer dieser Grenzbereinigung waren: vom Lobdengau Dietbrecht mit elf weiteren Männern, von der Wingarteiba Adelbodo mit sieben weiteren Männern, von Maingau und Oberrheingau Graf Rupert III. mit sechzehn Männern. Zur Erinnerung an dieses Treffen der 38 Vertreter der vier Odenwaldgaue hat der Verein Naturpark Bergstraße–Odenwald auf dem Kahlberg auf einem markanten Sandsteinfelsen im Jahr 1981 eine Tafel angebracht, auf der zu lesen ist: 

„Vom Kahlberg aus ließ Karl d. Gr. im Jahre 795 die Grenze der Mark Heppenheim festlegen, die im Landkreis Bergstraße noch heute besteht.“

 Auf dem Kahlberg bei der Walburgiskapelle laufen die drei Talsysteme des Odenwaldes zusammenlaufen und damit ist der Kahlberg der zentrale Wasserscheidepunkt im Odenwald, er dürfte für die Wahl dieses Ortes als Treffpunkt aller Odenwald-Gaugrafen ausschlaggebend gewesen sein. Hier laufen nicht nur die Quellen der Zuflüsse zu Rhein, Main und Neckar zusammen, sondern auch die Grenzen von dreien der vier Odenwaldgaue.
Am Wanderweg, der an der Nordflanke des Kahlbergs vom Wanderparkplatz Wegscheide parallel zur Siegfriedstraße nach Westen verläuft, stehen einige sogenannte Abgelöst-Steine, die seit 1650 die heutige Grenze zwischen dem Landkreis Bergstraße und dem Odenwaldkreis markieren. Die entlang der Grenze zur Herrschaft Erbach stehenden Abgelöst-Steine wurden nach 1461 an der Grenze zur Mark Heppenheim gesetzt. Durch die Einlösung eines Pfandes des Diether von Isenburg aus dem Jahr 1461, nachdem Diether durch Adolph II. von Nassau als Erzbischof von Mainz ersetzt wurde und sich 100.000 Gulden für einen Feldzug von Friedrich I. von der Pfalz lieh. Nach dem Dreißigjährigen Krieg fiel die Herrschaft über Heppenheim jetzt wieder an den Erzbischof von Mainz, durch Mainz wurde auf jedem Stein unterhalb des Kurpfälzer Rautenmuster das Mainzer Rad eingemeißelt, mit der Inschrift ABGELOST 1650. Damit wurde die Auslösung der von Kurmainz an die Kurpfalz verpfändeten Bergstraße dokumentiert.

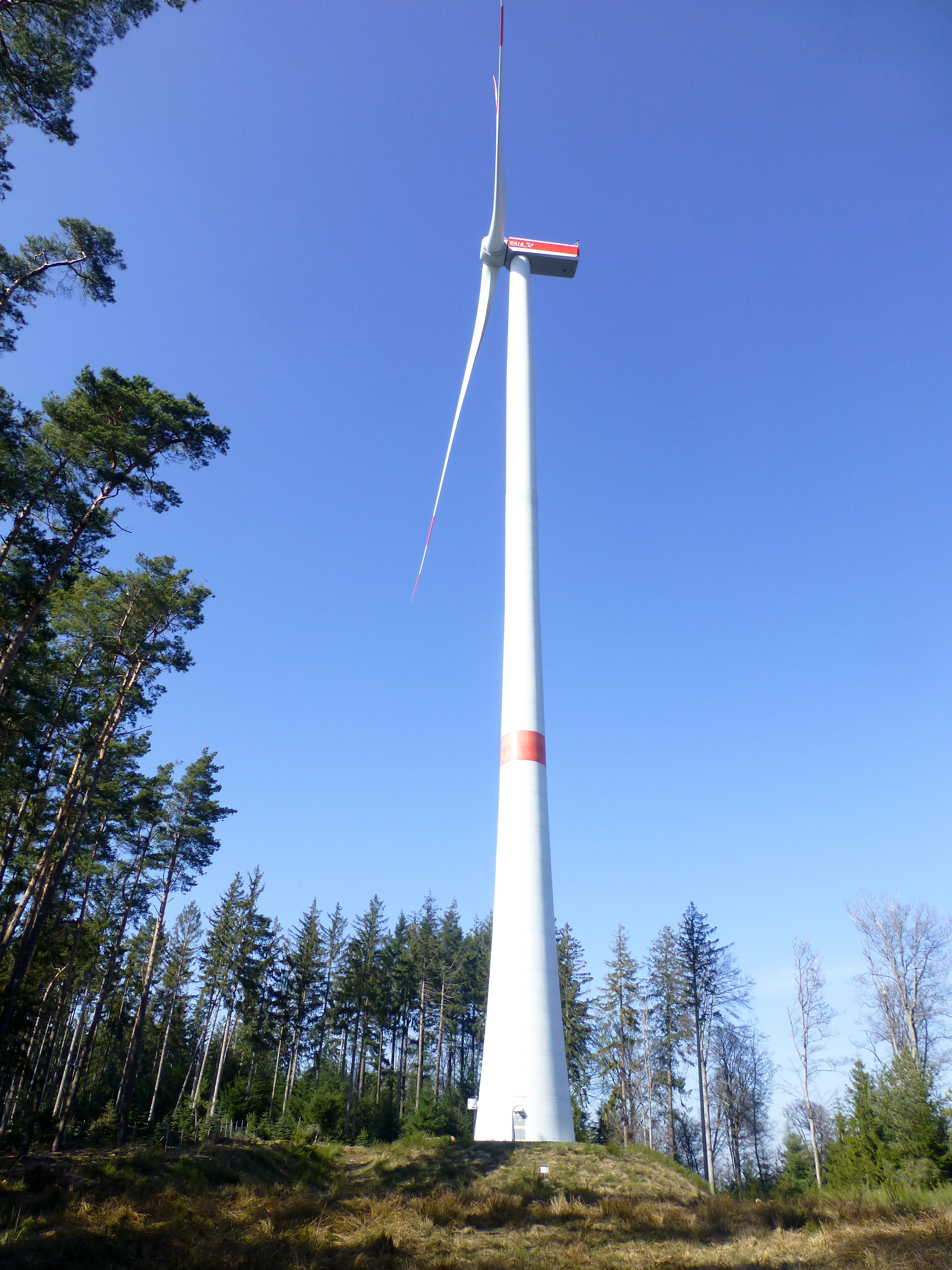
Windkraftanlage nahe dem Kahlberggipfel
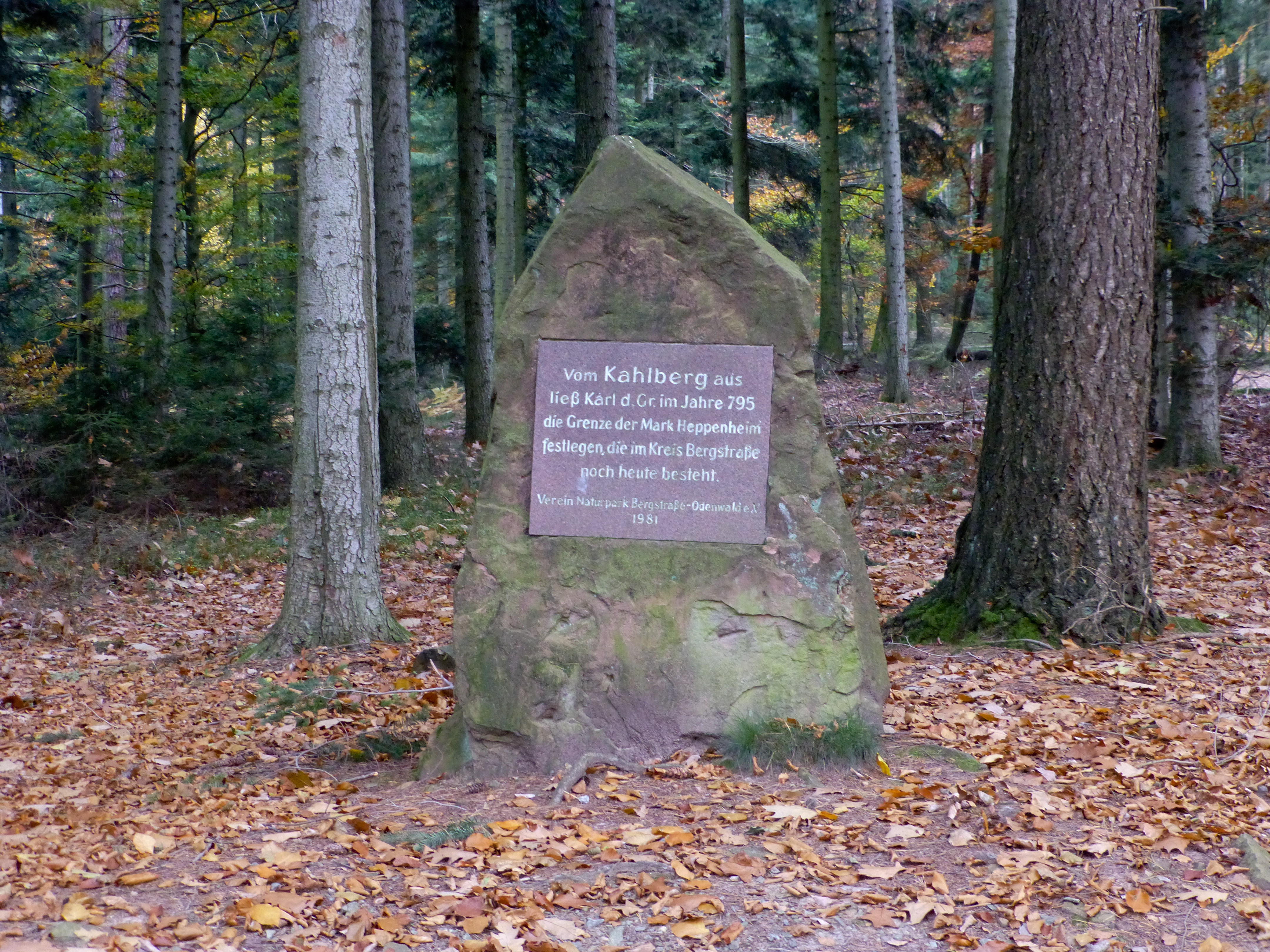
Kahlbergstein
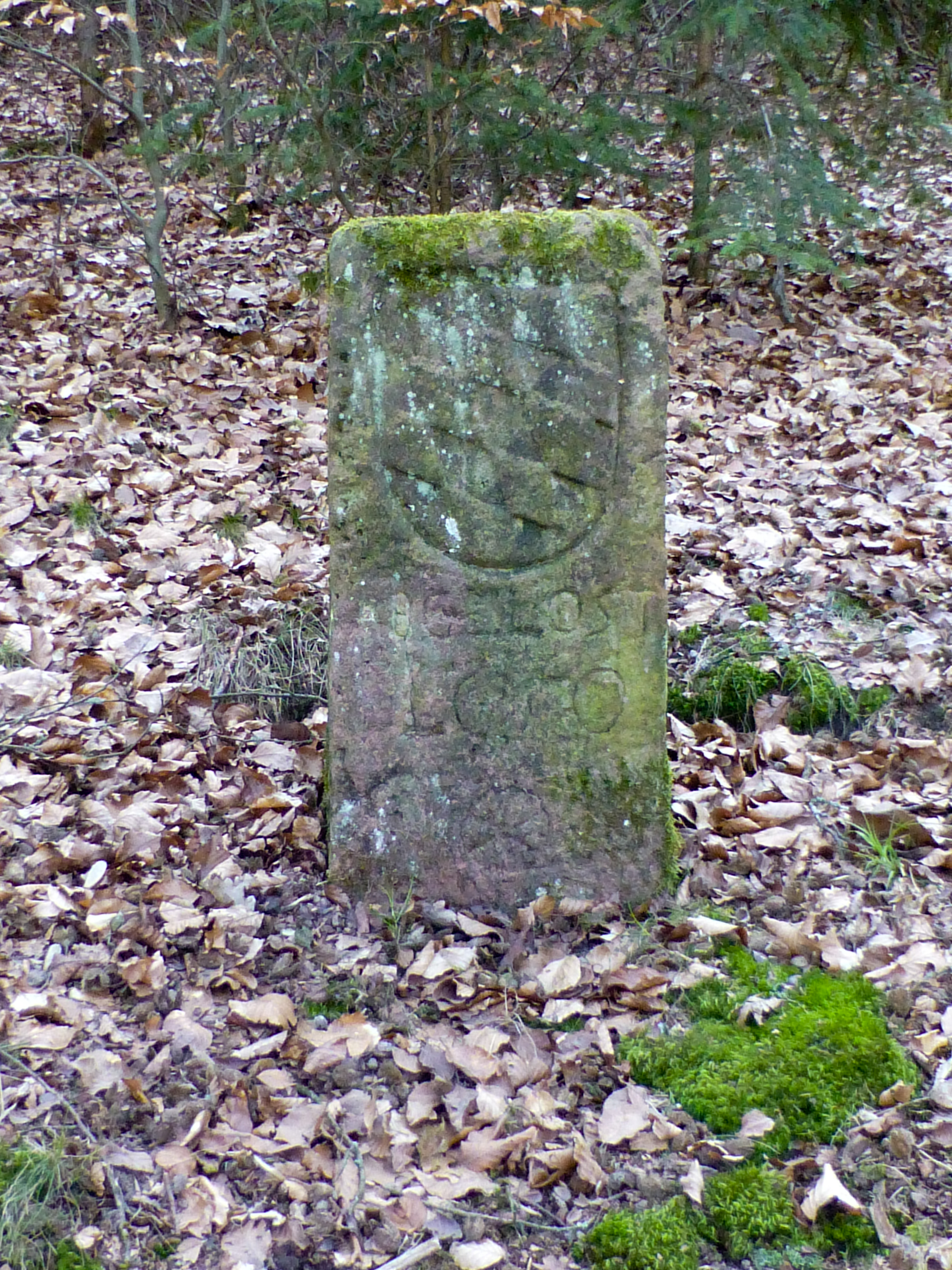
Abgelöst-Stein westlich der Wegscheide
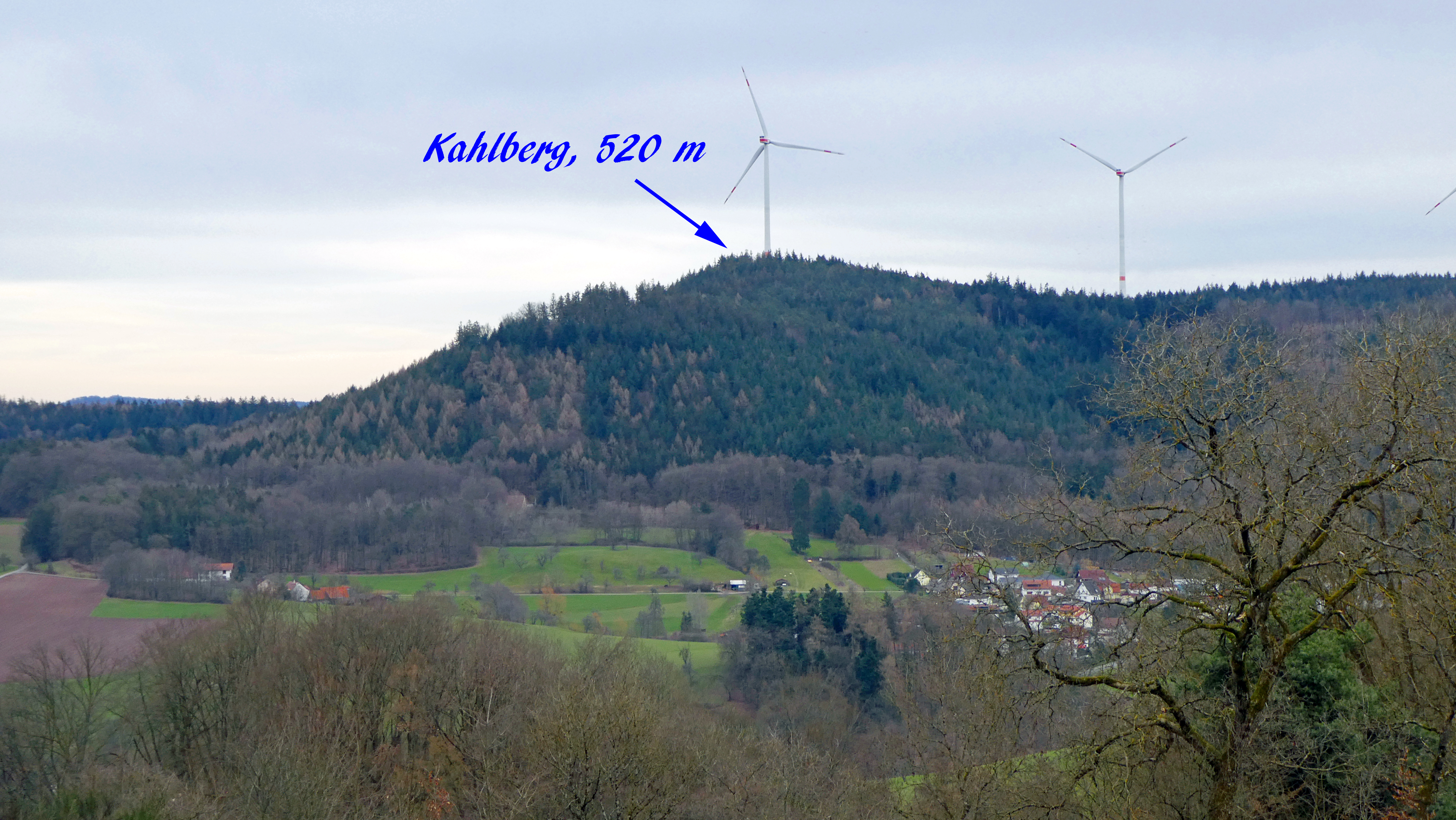
Kahlberg Südostblick-Blick vom Stotz über Ober-Ostern